# Starting Over (1979)
Starting Over is een Amerikaanse filmkomedie uit 1979 onder regie van Alan J. Pakula. Het scenario is gebaseerd op de gelijknamige roman uit 1973 van de Amerikaanse auteur Dan Wakefield.

## Verhaal
Het huwelijk van Phil en Jessica Potter ligt aan barrels. Phil reist naar Boston naar zijn broer Michael en zijn schoonzus Marva. Zij stellen hem voor aan de lerares Marilyn Holmberg. Phil gaat houden van Marilyn, maar dan duikt Jessica weer op in zijn leven.

## Rolverdeling
| Acteur               | Personage               |
| -------------------- | ----------------------- |
| Burt Reynolds        | Phil Potter             |
| Jill Clayburgh       | Marilyn Holmberg        |
| Candice Bergen       | Jessica Potter          |
| Charles Durning      | Michael Potter          |
| Frances Sternhagen   | Marva Potter            |
| Austin Pendleton     | Paul                    |
| Mary Kay Place       | Marie                   |
| MacIntyre Dixon      | Dan Ryan                |
| Jay O. Sanders       | Larry                   |
| Charles Kimbrough    | Verkoper                |
| Richard Whiting      | Everett                 |
| Alfie Wise           | Lid van de werkplaats   |
| Wallace Shawn        | Lid van de werkplaats   |
| Sturgis Warner       | John Morganson          |
| May Catherine Wright | Student                 |
| Daniel Stern         | Student                 |
| George Hirsch        | Student                 |
| Ian Martin           | Portier                 |
| Aerin Asher          | Dame in Lord & Taylor   |
| Ben Pesner           | Victor                  |
| Mort Marshall        | Kamerbediende           |
| Gilmer McCormick     | Stephanie               |
| Helen Stenborg       | Oudere vrouw            |
| Michael Kaufman      | Klerk                   |
| Marvin Lichterman    | Echtgenoot              |
| Anne De Salvo        | Echtgenote              |
| Connie Fleming       | Oppas                   |
| Alison Stevens       | Dochter van Marie       |
| Michael McDermott    | Zoon van Marie          |
| Russell Horton       | Man                     |
| Harold Lamson        | Mark                    |
| Michael Bellaran     | Jongetje                |
| Deborah Reagan       | Jonge vrouw             |
| Kevin Bacon          | Echtgenoot              |
| Tara King            | Kassameisje             |
| A.C. Weary           | Atletische vader        |
| Lisa Sloan           | Moeder van het kind     |
| Gaby Glatzer         | Kind                    |
| Thomas James Riselli | Sleutelmaker            |
| Harriet Rawlings     | Vrouw in Bloomingdale's |
| Simon McQueen        | Man in Bloomingdale's   |
| Stacy Holliday       | Vrouw in Bloomingdale's |
| Nadine Darling       | Vrouw in Bloomingdale's |
| Kitty Muldoon        | Vrouw in Bloomingdale's |
| John Murray          | Man in Bloomingdale's   |
| Eric Geier           | Man in Bloomingdale's   |
| Sol Schwade          | Man op de markt         |
| Tony Romano          | Man in Boston           |

## Prijzen en nominaties
| Jaar | Prijs  | Categorie                | Genomineerde(n) | Uitslag     |
| ---- | ------ | ------------------------ | --------------- | ----------- |
| 1979 | Oscars | Beste actrice            | Jill Clayburgh  | Genomineerd |
| 1979 | Oscars | Beste vrouwelijke bijrol | Candice Bergen  | Genomineerd |